# 南粤控股
南粤控股有限公司（港交所：1058），前称粵海制革有限公司，在1996年12月16日於香港交易所主板上市。旗下企业主要为徐州南海皮厂有限公司，以生產皮革制品为主业。
該公司前身為「駿利國際實業有限公司」。1996年4月30日，更名为粵海制革有限公司。2021年9月，經廣東省國資委批准，控股單位由粤海集團變更為南粵集團，粤海集团以8899.48万港元转让52%股份予南粤集团。2022年7月，更名为南粤控股有限公司。

## 連結
- 官方网站